# Kamienica przy ulicy Bolesława Limanowskiego 26 w Krakowie
Kamienica przy ulicy Bolesława Limanowskiego 26 – zabytkowa kamienica znajdująca się w Krakowie, w dzielnicy XIII przy ul. Bolesława Limanowskiego, w Podgórzu.
Kamienica została wzniesiona w 1894 roku, według projektu architekta Adama Dębskiego.
6 grudnia 1976 kamienica została wpisana do rejestru zabytków. Znajduje się także w gminnej ewidencji zabytków.